# Chrystian II z Saksonii-Merseburga
Christian II (ur. 19 listopada 1653 w Merseburgu, zm. 30 października 1694 tamże) – książę Saksonii na Merseburgu. Jego władztwo było częścią Świętego Cesarstwa Rzymskiego Narodu Niemieckiego. Pochodził z rodu Wettynów.

## Życiorys
Urodził się jako drugi syn (trzecie dziecko) przyszłego księcia Saksonii na Merseburgu Chrystiana I i jego żony księżnej Krystyny ze Szlezwika-Holsztynu-Sonderburga-Glücksburga (starszy syn tej pary książę Jan Jerzy zmarł w drugim roku życia). Po śmierci ojca 18 października 1691 wstąpił na tron Saksonii-Merseburg.

## Małżeństwo i potomstwo
14 października 1679 w Moritzburgu poślubił księżniczkę Saksonii-Zeitz Erdmutę Dorotę. Para miała siedmioro dzieci:
- Chrystiana III Maurycego (1680-1694), kolejnego księcia Saksonii-Merseburg
- księcia Jana Wilhelma (1681-1685)
- księcia Augusta Fryderyka (1684-1685)
- księcia Ludwika Filipa (1686-1688)
- Maurycego Wilhelma (1688-1731), również przyszłego księcia Saksonii-Merseburg
- księcia Fryderyka Erdmanna (1691-1714)
- księżniczkę Krystynę Eleonorę Dorotę (1692-1693)

Został pochowany w katedrze świętych Jana i Wawrzyńca w Merseburgu.